# Đường cong bậc ba Neuberg

Đường cong Neuberg

Đường cong bậc ba Neuberg là đường đường cong bậc ba đặc biệt trong lĩnh vực hình học tam giác, đường cong Neuberg đặt theo tên Joseph Jean Baptiste Neuberg, một nhà toán học người Luxembourg. Đường cong Neuberg là quỹ tích các điểm trong mặt phẳng sao cho đường thẳng nối điểm đối xứng của điểm đó qua ba cạnh của một tam giác với ba đỉnh tương ứng với ba cạnh đó đồng quy. Phương trình đường cong Neuberg:
- Phương trình trilinear: {\displaystyle \sum _{cyclic}(\cos A-\cos B\cos C)x(y^{2}-z^{2})=0}
- Phương trình tọa độ tỉ cự: {\displaystyle \sum _{cyclic}(2a^{2}(b^{2}+c^{2})+(b^{2}-c^{2})^{2}-3a^{4})x(c^{2}y^{2}-b^{2}x^{2})=0}

Trong một tam giác đường cong Neuberg đi qua ba đỉnh và đi qua các điểm được ký hiệu sau trong bách khoa toàn thư về các tâm của tam giác: {\displaystyle X_{1}} tâm đường tròn nội tiếp, {\displaystyle X_{3}} tâm đường tròn ngoại tiếp, {\displaystyle X_{4}} trực tâm, {\displaystyle X_{13}}, {\displaystyle X_{14}} hai điểm Fermat, {\displaystyle X_{15}}, {\displaystyle X_{16}} hai điểm Isodynamic, {\displaystyle X_{30}} điểm vô cực của Đường thẳng Euler, {\displaystyle X_{74}}, {\displaystyle X_{370}}, {\displaystyle X_{399}} điểm Parry reflection, {\displaystyle X_{484}}, {\displaystyle X_{616}}, {\displaystyle X_{617}}, {\displaystyle X_{1138}}, {\displaystyle X_{1157}}, {\displaystyle X_{1263}}, {\displaystyle X_{1276}}, {\displaystyle X_{1277}}, {\displaystyle X_{1337}}, {\displaystyle X_{1338}}, {\displaystyle X_{2132}}, {\displaystyle X_{2133}}, {\displaystyle X_{3065}}, {\displaystyle X_{3440}}, {\displaystyle X_{3441}}, {\displaystyle X_{3464}}, {\displaystyle X_{3465}}, {\displaystyle X_{3466}}, {\displaystyle X_{3479}}, {\displaystyle X_{3480}}, {\displaystyle X_{3481}}, {\displaystyle X_{3482}}, {\displaystyle X_{3483}}, {\displaystyle X_{3484}}, {\displaystyle X_{5623}}, {\displaystyle X_{5624}}, {\displaystyle X_{5667}} cho đến {\displaystyle X_{5685}}.

## Tính chất

Một tính chất của đường cong Neuberg: nằm trên một đường tròn

- Cho tam giác {\displaystyle ABC} và điểm {\displaystyle P} trên mặt phẳng, khi đó đường thẳng Euler của các tam giác {\displaystyle PBC}, {\displaystyle PCA}, {\displaystyle PAB} đồng quy khi và chỉ khi điểm {\displaystyle P} nằm trên đường cong Neuberg.[1]
- Cho tam giác {\displaystyle ABC} và điểm {\displaystyle P} trên mặt phẳng, gọi {\displaystyle O_{a}}, {\displaystyle O_{b}}, {\displaystyle O_{c}} là tâm của đường tròn ngoại tiếp các tam giác {\displaystyle PBC}, {\displaystyle PCA}, {\displaystyle PAB}. Khi đó ba đường thẳng {\displaystyle AO_{a}}, {\displaystyle BO_{b}}, {\displaystyle CO_{c}} đồng quy khi và chỉ khi điểm {\displaystyle P} nằm trên đường cong Neuberg.[2] Tính chất này là một mở rộng của định lý Kosnita
- Cho tam giác {\displaystyle ABC}, {\displaystyle P} là một điểm trên đường cong Neuberg, gọi {\displaystyle P_{a}}, {\displaystyle P_{b}}, {\displaystyle P_{c}} lần lượt là ba điểm đối xứng của {\displaystyle P} qua ba cạnh {\displaystyle BC}, {\displaystyle CA}, {\displaystyle AB} của tam giác. Khi đó theo tính chất của đường cong Neuberg thì ba đường thẳng {\displaystyle AP_{a}}, {\displaystyle BP_{b}}, {\displaystyle CP_{c}} đồng quy. Gọi điểm đồng quy này là {\displaystyle Q(P)}. Khi đó hai điểm Fermat và {\displaystyle P}, {\displaystyle Q(P)} cùng thuộc một đường tròn.[3] Tính chất này là một mở rộng của định lý Lester
- Đường cong Neuberg có rất nhiều tình chất khác [4].